# Никки, Рикки, Дикки и Дон
«Никки, Рикки, Дикки и Дон» (англ. Nicky, Ricky, Dicky & Dawn) — американский телесериал канала Nickelodeon, премьера которого состоялась 13 сентября 2014 года в США. В сериале рассказывается о четверняшках, родившихся в семье Харперов. В каждой серии они попадают в разные приключения и ситуации.

## Сюжет
В семье Харперов четверо детей: мальчики Никки, Рикки, Дикки и их сестра Дон. Несмотря на то, что они четверняшки, у них мало общего. Конечно, в такой большой семье место и соперничеству, но стоит только друзьям объединиться — и все трудности становятся нипочём.

## Персонажи
- Никки Харпер (Эйдан Галлахер) — активный, изобретательный, но немного странноватый мальчик. Любит готовить и ему безразлично чужое мнение.
- Рикки Харпер (Кейси Симпсон) — самый умный из своего семейства. Любит спорить с Дон и сражаться за место лидера.
- Дикки Харпер (Мейс Коронел) — невозмутимый и "крутой" парень. Всегда знает что сказать, хотя иногда это бывает слишком неуместно. Всегда выбирает легкий путь. Очень симпатичен и крут по сюжету, однако у многих зрителей симпатии не вызывает. Очень глуп, поэтому его мнение очень часто абсурдно, его не принимают всерьёз. Очень любит грязь.
- Дон Харпер (Лиззи Грин) — бойкая и деловитая девчонка. Хоть она и часто беспокоит братьев, но заботится о них с душой.
- Том Харпер (Брайан Степанек) — отец четвёрки Харпер.
- Энн Харпер (Эллисон Манн) — мать четвёрки Харпер.

- Натли (Сиена Агудонг)

## Производство
Первый сезон был заказан в марте 2014 года и первоначально состоял из 13 эпизодов, но количество эпизодов увеличили до 20. 18 ноября 2014 года сериал был продлён на второй сезон, премьера которого состоялась 23 мая 2015 года. 9 февраля сериал был продлён на третий сезон, премьера которого состоялась 7 января 2017 года. 20 марта 2017 года сериал продлили на 4 сезон. 20 сентября 2017 съёмки сериала закончились. Мейс Коронел, который играл роль Дикки, не появлялся в последних 4 сериях. 15 ноября 2017 года Nickelodeon объявил, что 4 сезон станет последним.

## Сезоны
| Сезон | Сезон | Эпизоды | Даты показа      | Даты показа    |
| Сезон | Сезон | Эпизоды | Премьера сезона  | Финал сезона   |
| ----- | ----- | ------- | ---------------- | -------------- |
|       | 1     | 20      | 13 сентября 2014 | 24 марта 2015  |
|       | 2     | 25      | 23 мая 2015      | 6 августа 2016 |
|       | 3     | 23      | 7 января 2017    | 5 августа 2017 |
|       | 4     | 14      | 6 января 2018    | 4 августа 2018 |

## Трансляция

### В мире
Премьера в Польше состоялась 13 сентября 2014 года, в Бразилии — 10 ноября 2014 года, в России — 6 декабря 2014 года, во Франции — 23 февраля 2015 года.

## Список серий

### Сезон 1
| № серии | № серии в сезоне | Название                                                                                                   | Описание | Дата показа      |
| ------- | ---------------- | --- | --- | ---------------- |
| 01      | 01               | Пилот «Pilot»                                                                                              | Никки, Рикки, Дикки и Дон - четверо близнецов, общие у них только день рождения и родители. В этой динамичной четвёрке каждый борется за первенство на каждом шагу, но когда они объединяются, ничто не может их остановить.              | 13 сентября 2014 |
| 02      | 02               | Кватро-отец «The Quadfather»                                                                               | Приближается десятый День рождения четверняшек, и они решают, что им нужно устроить индивидуальные, "взрослые" вечеринки. Каждый планирует свой собственный праздник, но вскоре понимает, что, может быть, не стоит торопиться взрослеть. | 10 января 2015   |
| 03      | 03               | Гет Спорти Два «Get Sporty-er!»                                                                            | Мальчики увлекаются новой ученицей в школе, но Дон уверена, что она что-то замышляет. Когда бывший соперник Тома по фигурному катанию открывает собственный магазин спорттоваров, дети берутся победить его всей семьёй.                  | 27 сентября 2014 |
| 04      | 04               | Дон съезжает «Dawn Moves Out»                                                                              | Дон надоедают отвратительные выходки братьев, и ей наконец-то выделяют собственную комнату. Детям кажется, что осуществилась их мечта, но вскоре они понимают, что нуждаются друг в друге сильнее, чем думали.                            | 20 сентября 2014 |
| 05      | 05               | Управление пультом управления «Remote Control Control»                                                     | Постоянное сражение Дикки и Дон за пульт чуть не портит их родителям годовщину свадьбы. Одержимость близнецов телевизором приводит к подначиванию друг друга в битве за пульт.                                                            | 1 ноября 2014    |
| 06      | 06               | Нянька для четверняшек «Quad-ventures in Babysitting»                                                      | Четверняшки умоляют родителей выбрать Джози, работающую в "Гет Спорти!", на роль их новой няни, но, добившись своего, они получают несколько больше того, о чём просили, во время первой смены Джози.                                     | 7 марта 2015     |
| 07      | 07               | Поле мозга «Field of Brains»                                                                               | Близнецы пытаются произвести впечатление на Джози, посмотрев старый фильм ужасов и ослушавшись родителей. Но, напуганные, они сожалеют о своём решении, когда верят, что их родители - зомби.                                             | 4 октября 2014   |
| 08      | 08               | Грустный хвост Гари-Чипа-Элвиса Младшего-Пушистого Пса «The Sad Tail of Gary-Chip-Tiny Elvis-Squishy Paws» | Гари-Чип-Элвис Младший-Пушистый Пёс героически предотвращает ограбление "Гет Спорти!". Увидев это, женщина заявляет, что ГЧЭМПП - её пёс, а дети дают клятву вернуть его домой и наконец-то выбирают ему настоящее имя!                   | 22 ноября 2014   |
| 09      | 09               | Я тебя прикрою «I Got Your Back»                                                                           | Дон принимают в школьную футбольную команду, но когда она узнаёт, что за это ей придётся подшучивать над Никки, она должна решить, что ей дороже. Рикки помогает Дикки избежать теста, но не без последствий.                             | 15 ноября 2014   |
| 10      | 10               | Кто это сделал «Poo Dunnit»                                                                                | Любимая близнецами поездка в аквапарк отменяется, когда родители замечают, что кто-то опять не спустил за собой в туалете. Чтобы поездка всё-таки состоялась, дети сообща ищут виновного.                                                 | 8 ноября 2014    |
| 11      | 11               | ' «Scaredy Dance»                                                                                          | | 18 октября 2014  |
| 12      | 12               | Бери деньги и беги «Take the Money and Run»                                                                | Дон продаёт особый браслет, подаренный мамой, чтобы немного заработать. Никки, Рикки и Дикки пытаются перехитрить Тома, когда тот отбирает у них видеоигры за чрезмерную лень.                                                            | 7 февраля 2015   |
| 13      | 13               | ' «Santa's Little Harpers»                                                                                 | | 29 ноября 2014   |
| 14      | 14               | Дела семейные «Family Matters»                                                                             | План четверняшек уклониться от семейного вечера оборачивается бедой, когда они знакомят Тома и Энн с другой парой, пытаясь подружить их.                                                                                                  | 24 марта 2015    |
| 15      | 15               | Кватро-спор «The Quad Test»                                                                                | Четверняшки соревнуются, кто из них дольше протянет без своих любимых вещей, но вскоре они понимают, что отказаться от них не так просто, как кажется. Приглашённые звёзды: Алекс Морган и Учёный Боб.                                    | 24 января 2015   |
| 16      | 16               | Секрет «The Secret»                                                                                        | Узнав, что мальчики многое скрывают от неё, Дон решает, что все они должны поделиться каким-то секретом и восстановить круг доверия. Когда о секрете Дон узнают в школе, она грозит раскрыть все секреты братьев.                         | 31 января 2015   |
| 17      | 17               | Три поросёнка и Дон «Piggy, Piggy, Piggy & Dawn»                                                           | Дон хочет изменить кукольный спектакль четверняшек для конкурса талантов, чтобы наконец-то занять первое место, но расстраивается, не находя поддержки у братьев.                                                                         | 28 февраля 2015  |
| 18      | 18               | Вален-день «Valentime's Day»                                                                               | Четверняшкам дают задание сделать что-нибудь особенное для кого-то другого в День Святого Валентина, но не всё идёт по плану, и они начинают думать, что прокляты.                                                                        | 14 февраля 2015  |
| 19      | 19               | Визит к врачу «M.D. Day»                                                                                   | Четверняшки боятся врача, но они твёрдо намерены пройти ежегодный осмотр, чтобы получить сладкую башню, которая так долго ускользала от них.                                                                                              | 14 марта 2015    |
| 20      | 20               | Абракадабра «Abraquadabra»                                                                                 | Когда Рикки наказывают за использование дымовых шашек в доме во время занятий магией, его братья и сестра, движимые чувством вины, тайком уводят его на представление, где выступает один из его кумиров.                                 | 21 марта 2015    |

### Сезон 2
| № серии | № серии в сезоне | Название                                                            | Описание | Дата показа     |
| ------- | ---------------- | ------------------------------------------------------------------- | --- | --------------- |
| 21      | 01               | Разыскивается банда сахарной свёклы «Wanted: The Sugar Beet Gang»   | Споря о том, как лучше выполнить школьное задание по истории, четверняшки узнают, что у них есть любопытные предки, которые сами могут преподать им весьма ценный урок.                                                                         | 23 мая 2015     |
| 22      | 02               | Поставщики городских легенд «Urban Legend Outfitters»               | Городская легенда о Свиной Ноге захватывает весь Эджвуд, когда Дон придумывает её для своей колонки на школьном веб-сайте. Даже мальчики участвуют в истории о Свиной Ноге.                                                                     | 6 июня 2015     |
| 23      | 03               | "Никаких но и". "или если" «No Ifs, ands, or But-ers»               | Четверняшки обустраивают свой гараж так, что в их доме нравится тусоваться всем. Но когда девочка постарше пытается составить им конкуренцию, четверняшки изо всех сил стараются её превзойти, чтобы вернуть себе утерянный статус.             | 30 мая 2015     |
| 24      | 04               | Самостоятельная Дон «Do-It-All Dawn»                                | Начав играть на тубе в школьном оркестре, Дон уверяет Тома и Энн, что будет всё успевать. Но когда мальчики вынуждены приспосабливаться к перегруженному графику Дон, они придумывают собственное внеклассное занятие.                          | 13 июня 2015    |
| 25      | 05               | Неудачный кемпинг «Unhappy Campers»                                 | Приехав в летний лагерь, четверняшки понимают, что могут выдать себя за других, притворившись, что незнакомы. Но всё усложняется, когда борьба за социальный статус вовлекает четверняшек в отношения, которых они и представить себе не могли. | 20 июня 2015    |
| 26      | 06               | Харперов в президенты «Harpers for President»                       | В классе четверняшек выбирают президента. Рикки уверен, что ему нет равных, и очень удивляется, когда в гонку включается Дон. Положение ещё больше усложняется, когда Никки и Дикки превращаются из их верных помощников в конкурентов.         | 30 января 2016  |
| 27      | 07               | Семейный центр «Mall in the Family»                                 | Четверняшки едут в торговый центр с Томом и Энн и убеждают родителей в том, что они достаточно взрослые и ответственные, чтобы исследовать его самостоятельно, однако попадают в неприятности.                                                  | 27 июня 2015    |
| 28      | 08               | Услада для стоп «Sweet Foot Rides»                                  | Четверняшки хотят продать опытный образец новых ботинок, изобретённых Томом, но они уверены, что кто-то хочет украсть его идею. | 18 июля 2015    |
| 29      | 09               | Я хочу Кэндис «I Want Candace»                                      | Никки, Рикки и Дикки лишают Дон возможности познакомиться с её кумиром, Кэндис Паркер, и теперь должны придумать способ загладить свою вину перед ней.                                                                                          | 11 июля 2015    |
| 30      | 10               | Кватро-Суд «Quad Court»                                             | Четверняшки устраивают у себя в гараже зал суда, чтобы уладить собственные разногласия, а в итоге используют Кватро-Суд для вынесения приговоров своим друзьям и одноклассникам.                                                                | 27 февраля 2016 |
| 31      | 11               | Она ослепила его наукой (Боба) «She Blinded Him with Science (Bob)» | Никки, Дикки и Дон бросают вызов твёрдому неверию Рикки в суеверия, но, зайдя слишком далеко в доказательстве его неправоты, они призывают Ученого Боба, чтобы вернуть Рикки в реальность.                                                      | 23 января 2016  |
| 32      | 12               | Могучий Супер Квартет «The Mighty Quad Squad»                       | Четверняшки изображают Могучий Супер Квартет на Дне рождения мальчика. Когда в сети появляется видеоролик с Никки с роли Очкарика, популярность ударяет ему в голову, и он заболевает звёздной болезнью в ущерб братьям и сестре.               | 25 июля 2015    |
| 33      | 13               | Едем в Голливуд - часть 1 «Go Hollywood: Part 1»                    | Четверняшки выигрывают предоплаченный отпуск в Голливуде, но там их принимают за других, что приводит к полному опасностей приключению и, в итоге, они незабываемо проводят время.                                                              | 25 ноября 2015  |
| 34      | 14               | Едем в Голливуд - часть 2 «Go Hollywood: Part 2»                    | Четверняшки выигрывают предоплаченный отпуск в Голливуде, но там их принимают за других, что приводит к полному опасностей приключению и, в итоге, они незабываемо проводят время.                                                              | 25 ноября 2015  |
| 35      | 15               | Правила рок-н-рулят «Rock 'n' Rules»                                | Четверняшки тайно сдают гараж в аренду, чтобы заработать и устанавливать в доме собственные правила. Но арендатором оказывается рок-группа, которая постепенно захватывает дом, вынуждая четверняшек бороться с ними и победить.                | 9 января 2016   |
| 36      | 16               | Собачья радость «Doggy Door Afternoon»                              | Пушистый Пёс убегает, когда четверняшки, будучи дома одни, ведут спор, который начали ещё до своего рождения: кто из них главный. Им нужно сообща найти собаку, пока не вернулись родители.                                                     | 6 февраля 2016  |
| 37      | 17               | Балерина и чудовища «Ballet and the Beasts»                         | Дон поступает в балетный класс, радуясь, что хотя бы там отдохнёт от братьев. Но её план проваливается, когда мальчики тоже поступают в этот класс.                                                                                             | 16 января 2016  |
| 38      | 18               | Кватро-гольф «Quaddy-Shack»                                         | Дон, Никки и Дикки не относятся к мини-гольфу серьёзно, поэтому Рикки становится другом чванливых ребят из загородного клуба, которые вызывают четверняшек на поединок по мини-гольфу, заставляя его выбирать между друзьями и семьёй.          | 11 ноября 2015  |
| 39      | 19               | Кватро-театр «The Quad-Plex»                                        | Четверняшки делают все возможное, чтобы их не увидели в кино с родителями, так как это не солидно. Тем более что они замечают в фойе кинотеатра одноклассников и Мозеса, самого крутого парня в школе.                                          | 5 марта 2016    |
| 40      | 20               | Трое и Мэй «Three Men and a Mae B»                                  | Мама уезжает на выходные, а Дон оказывается внутри любовного четырехугольника: каждый из мальчиков неравнодушен к Мэй. Дон считает себя обязанной вмешаться.                                                                                    | 13 февраля 2016 |
| 41      | 21               | Портфель популярности «A Brief Case of Popularity»                  | Никки, Дикки и Дон стремятся на лестницу, к самым крутым ребятам в школе, но для этого нужно помешать Рикки выставлять себя, а заодно и их, "чайниками".                                                                                        | 23 июля 2016    |
| 42      | 22               | Донос как искусство «The Tell-Tale Art»                             | Рикки приписывает себе картину, написанную Дикки, Дикки пользуется идеями Рикки ради своей выгоды, а Дон кажутся подозрительными неожиданно открывшиеся новые таланты братьев.                                                                  | 6 августа 2016  |
| 43      | 23               | Новая соседка «New Kid on the Block»                                | Четверняшки стараются подружиться с новой соседкой, чтобы получить доступ к домику на дереве, но вскоре понимают, что она не такая, какой кажется.                                                                                              | 30 июля 2016    |
| 44      | 24               | Никки, Рикки, Дикки и Чихи «Nicky, Ricky, Dicky & Sicky»            | Четверняшки идут на экскурсию с классом. Но когда Дон заболевает, они пытаются ото всех это скрыть, чтобы не отправиться домой и не пропустить эпохальное событие, которое случается каждый год.                                                | 9 июля 2016     |
| 45      | 25               | Дневник разгневанной сестры «Diary of an Angry Quad»                | Дон мстит Никки, Рикки и Дикки за то, что они читали её дневник. Это приводит к тому, что они перестают доверять друг другу. Однако её розыгрыш заходит слишком далеко.                                                                         | 20 февраля 2016 |
| 46      | 26               | Миссия: Неделаема «Mission: Un-Quaddable»                           | Четверняшки приходят в восторг, когда в их доме, чтобы подготовиться к новой роли, заурядного отца, останавливается звезда боевиков Джей-Ти Стил. Но их просят о невозможном - держать это втайне от своих друзей.                              | 16 июля 2016    |

### Сезон 3
| № серии | № серии в сезоне | Название                                                                                          | Описание | Дата показа     |
| ------- | ---------------- | ------------------------------------------------------------------------------------------------- | --- | --------------- |
| 47      | 01               | Четверняшка-блогер «Quad with a Blog»                                                             | Четверняшки решают спасти кафе Томз Гет Спорти после того, как восхищенная рецензия блогера на заведение по соседству ставит их кафе под угрозу.Но их план по привлечению новых посетителей горит синим пламенем. Буквально.                | 7 января 2017   |
| 48      | 02               | Чужак «Odd Quad Out»                                                                              | Ники, Рики, Дики и Дон надоело, что их воспринимают только как четверняшек. Когда другая семья занимает их место, они начинают сомневаться в своём родстве.                                                                                 | 14 января 2017  |
| 49      | 03               | Реалити-шоу «Keeping Up with the Quadashians»                                                     | Посмотрев своё любимое реалити-шоу, четверняшки решили, что их жизнь тоже достойна того, чтобы её снимать. И запускают собственное шоу. | 21 января 2017  |
| 50      | 04               | Лучший в мире спорт «The Great Mullet Caper»                                                      | Четверняшкам не нравится тема оформления нового кафе, которую придумали Том и Энн. Но головокружительное приключение учит их не делать поспешных выводов.                                                                                   | 28 января 2017  |
| 51      | 05               | Семейный бобслей «Quadsled»                                                                       | Четверняшки так действуют друг другу на нервы, что не могут заснуть в ночь накануне важного соревнования по бобслею. | 4 февраля 2017  |
| 52      | 06               | Этот поросёночек пошёл к Харперам «This Little Piggy Went to the Harpers»                         | Четверняшки крадут талисман у футбольной команды соперников, но им приходится отдавать его Энн в качестве подарка на день рождения, чтобы та не поняла, что они забыли о подарке.                                                           | 22 апреля 2017  |
| 53      | 07               | Слонопотам в посудной лавке «Ele-Funk in the Room»                                                | Когда Дон ссорится с Мэй, она запрещает Никки, Рикки и Дикки идти с той на предстоящий концерт, но у мальчиков другие планы. | 8 апреля 2017   |
| 54      | 08               | Волк-подросток «Tween Wolf»                                                                       | Четверняшки подслушивают чужой разговор, и это грозит сорвать их ежегодный праздник "Кто кого перепугает: мальчики против девочек", потому что они неправильно понимают "переходный период".                                                | 15 апреля 2017  |
| 55      | 09               | Кто взрослее и мудрее «Ye Olde Hand Holde»                                                        | Дон заявляет, что она взрослее мальчиков, и уже готова идти на первое свидание, что провоцирует соревнование между четверняшками. | 11 февраля 2017 |
| 56      | 10               | Что плохого может случиться? «What's the Worst That Quad Happen?»                                 | Четверняшки должны идеально вести себя целых два дня и удерживаться от открытия таинственного подарка, но скоро они понимают, как плохо всё может закончиться, если не следовать правилам.                                                  | 18 марта 2017   |
| 57      | 11               | Верните мне мою Мэй «I Want My Mae B. Back»                                                       | Мэй проводит всё больше времени со своим новым другом. Дон начинает ревновать и подговаривает Никки, Рикки и Дикки разлучить их, чтобы вернуть себе подругу.                                                                                | 29 апреля 2017  |
| 58      | 12               | #Кватроголы «#QUADGOALS»                                                                          | Четверняшки хотят сделать живописную фотографию фермы своей тёти Джеки, чтобы превзойти своих соперников, четверняшек Крэмденов, а в итоге сводят на нет шансы тёти победить в конкурсе.                                                    | 15 июля 2017    |
| 59      | 13               | Быть приглашённым или не быть «To Be Invited or Not to Be»                                        | У четверняшек появляется новый друг, талантливый изобретатель, но они не понимают, в чём дело, когда приглашение пообщаться получают не все.                                                                                                | 25 марта 2017   |
| 60      | 14               | Крупным планом «The Buffa-Lowdown»                                                                | Рикки злоупотребляет своей властью продюсера новой школьной программы новостей, но когда остальные четверняшки узнают, в чём причина, они решают помочь брату достигнуть его цели.                                                          | 6 мая 2017      |
| 61      | 15               | День кватровисимости «Quadpendence Day»                                                           | Четверняшки объявляют о своей независимости: Дон решает проколоть уши, а мальчики - завести змею без разрешения Тома и Энн. Но вскоре обнаруживают, что, возможно, они к этому ещё не готовы.                                               | 17 июня 2017    |
| 62      | 16               | Харпер как учитель «Quad for Teacher»                                                             | Четверняшки случайно вынуждают добродушного учителя физкультуры уйти с работы, огорчив этим весь класс. Они считают, что нашли ему прекрасных заместителей в лице Тома и Энн, но вскоре осознают, что с их родителями уроки стали ещё хуже. | 10 июня 2017    |
| 63      | 17               | Космическая Одиссея четверняшек «A Space Quadyssey»                                               | Рикки берут в программу подготовки юных астронавтов, но только вместе с братьями и сестрой. Он считает, что лучше всех подходит для этой программы, но скоро выясняет, что им тоже есть что предложить.                                     | 22 июля 2017    |
| 64      | 18               | Несладкая благотворительность «Not-So-Sweet Charity»                                              | Мальчики едва не раскрывают сердечную тайну Дон, устраивая благотворительный концерт, которым хотят произвести впечатление на девочек. | 20 мая 2017     |
| 65      | 19               | Незабываемое лето «One Quadzy Summer»                                                             | Дон и Мэй устраиваются на летнюю работу в загородный клуб Боулдери-Хиллз. Мальчики хитростью проникают туда и пытаются испортить им идеальное лето. То же самое делает их заклятый враг Мэдисон, она же Нокалка.                            | 3 июня 2017     |
| 66      | 20               | Преступление и наказание «The Quadshank Redemption»                                               | Четверняшек оставляют после уроков, и они пропускают школьный карнавал. Им приходится объединять усилия с хулиганами, чтобы всё-таки попасть на карнавал, прежде чем он закончится.                                                         | 13 мая 2017     |
| 67      | 21               | "Удивительный волшебник из страны четверняшек", часть 1-я «The Wonderful Wizard of Quads: Part 1» | Четверняшки собираются сыграть в спектакле "Волшебник из страны Оз", но когда Дон, к своему удивлению, не получает роль Дороти, она ставит перед собой цель доказать, что достойна её.                                                      | 5 августа 2017  |
| 68      | 22               | "Удивительный волшебник из страны четверняшек", часть 2-я «The Wonderful Wizard of Quads: Part 2» | Четверняшки собираются сыграть в спектакле "Волшебник из страны Оз", но когда Дон, к своему удивлению, не получает роль Дороти, она ставит перед собой цель доказать, что достойна её.                                                      | 5 августа 2017  |
| 69      | 23               | Зацементировать наследие четверняшек «Cementing the Quads' Legacy»                                | Четверняшки хотят оставить незабываемый след, чтобы будущие ученики школы запомнили их класс. Но когда они понимают, что их личное наследие оставляет желать лучшего, им приходится исправлять и то, и другое, пока не поздно.              | 8 июля 2017     |
| 70      | 24               | ЁКО «YOCO»                                                                                        | У Харперов появляется крутой новый гаджет, управляющий всем домом, но когда четверняшки остаются с ним наедине, они заходят слишком далеко. Им приходится расхлёбывать заваренную кашу, пока Том и Энн не вернулись домой.                  | 29 июля 2017    |

### Сезон 4
| № серии | № серии в сезоне | Название                                                        | Описание | Дата показа     |
| ------- | ---------------- | --------------------------------------------------------------- | --- | --------------- |
| 71      | 01               | Чувак, где моя школа? «Dude, Where's My School?»                | Четверняшки затапливают свою школу, и им придётся идти в новую с середины семестра. Пытаясь приспособиться к новым условиям, они вынуждены скрывать от друзей, что именно они виноваты в закрытии старой школы, которую все любили. | 6 января 2018   |
| 72      | 02               | Никки, Рикки, Дикки и БеДонсе «Nicky, Ricky, Dicky & BeyDawncé» | Никки, Рикки и Дикки случайно превращают Дон в "БеДонсе", применив технику, которую они освоили на уроках по поведению человека, чтобы помочь ей преодолеть свой страх перед прослушиванием в школьный хор.                         | 20 января 2018  |
| 73      | 03               | Кто стучится в жизнь ко мне «It's a Hard Knocks Life»           | Рикки использует рассказы братьев и сестры, и на FaceShake выкладывает их от своего имени. | 27 января 2018  |
| 74      | 04               | Сочувствие к Пушистому «Sympathy for the Squishy»               | Никки придумывает оправдание опозданию на урок, после чего четверняшки начинают неоправданно играть на сочувствии других, что грозит погубить их репутацию в новой школе.                                                           | 3 февраля 2018  |
| 75      | 05               | Властелин стаканчиков «Leader of the Stack»                     | Когда четверняшки узнают, что Дикки умеет виртуозно составлять стаканы, они решают принять участие в профессиональном турнире и воспользоваться его талантом ради собственной выгоды.                                               | 2 июня 2018     |
| 76      | 06               | Харперы Кварто-работники «The Harper Quad-Jobbers»              | Четверняшки пытаются заработать на бассейн, чтобы их дом стал тем местом, где всем понравиться тусоваться летом. | 17 февраля 2018 |
| 77      | 07               | Реслинг-Мэй-ния «Wrestle-Mae-nia»                               | Из-за недопонимания четверняшки едва не ссорят Мэй и Майлз и чуть не портят мальчишник, во время которого ребята идут смотреть, как Коварный Карапуз и Три Мушкетера борются на ринге.                                              | 13 января 2018  |
| 78      | 08               | Кризис кварто-идентичности «Quadentity Crisis»                  | Попробовав притвориться тем, кем они не являются, четверняшки усваивают ценный урок о том, как важно быть верными самим себе. | 9 июня 2018     |
| 79      | 09               | Охотники за кватро-видениями «Quadbusters»                      | Ребята постарше подбивают четверняшек тайком ускользнуть из дома поздно вечером, чтобы потусить в Гет Спорти, и там они обнаруживают, что магазин населён призраками.                                                               | 23 июня 2018    |
| 80      | 10               | У нас всегда будут паразиты «We'll Always Have Parasites»       | Дон и Мэй устраиваются на работу, чтобы оплатить поездку в Париж, но у них возникают трудности, когда мальчики выясняют, что жалобы в ресторане можно использовать с выгодой для себя.                                              | 28 июля 2018    |
| 81      | 11               | Кватродил Данди «Quadcodile Dundee»                             | Том и Энн решают преподать четверняшкам урок, заставив их стоять в очереди вместе со всеми, когда в магазин приезжает Айзея Томас подписывать свои новые кроссовки.                                                                 | 30 июня 2018    |
| 82      | 12               | Домашний роман для чайников «House Crushing for Dummies»        | Четверняшки опасаются, что Бритт "запал" на Дон, и ищут способ сделать всё, чтобы та ему разонравилась раньше, чем его тайна будет раскрыта, и его отошлют обратно в Австралию.                                                     | 14 июля 2018    |
| 83      | 13               | Теория заговора «Quadspiracy Theory»                            | Никки, Рикки и Дон узнают, что Бритт встречается с их друзьями без них, и задаются вопросом о его мотивах. | 4 августа 2018  |
| 84      | 14               | Последние с первыми «Lasties with Firsties»                     | Когда Мэй принимают в новую школу-пансион, Дон торопится оставить как можно больше приятных воспоминаний о подруге до её отъезда. А Никки и Рикки тем временем втайне выбирают новую лучшую подругу для Дон.                        | 4 августа 2018  |

## Награды и номинации
| Год  | Награда                         | Категория                                       | Результат |
| ---- | ------------------------------- | ----------------------------------------------- | --------- |
| 2015 | Nickelodeon Kids' Choice Awards | Любимое семейное ТВ шоу                         | Номинация |
| 2015 | Nickelodeon Kids' Choice Awards | Любимая актриса/Лиззи Грин                      | Номинация |
| 2016 | Nickelodeon Kids' Choice Awards | Любимый актёр телевидения/Кейси Симпсон         | Номинация |
| 2016 | Nickelodeon Kids' Choice Awards | Любимый актёр телевидения/Эйдан Галлахер        | Номинация |
| 2016 | Молодой актёр                   | Лучший молодой актёрский ансамбль в телесериале | Номинация |
| 2017 | Nickelodeon Kids' Choice Awards | Любимое семейное ТВ шоу                         | Номинация |
| 2017 | Nickelodeon Kids' Choice Awards | Любимый актёр телевидения/Эйдан Галлахер        | Номинация |
| 2017 | Nickelodeon Kids' Choice Awards | Любимый актёр телевидения/Кейси Симпсон         | Номинация |
| 2017 | Nickelodeon Kids' Choice Awards | Любимая актриса/Лиззи Грин                      | Номинация |
| 2018 | Nickelodeon Kids' Choice Awards | Любимая актриса/Лиззи Грин                      | Номинация |